# الن‌هاوزن
النهاوزن (به آلمانی: Ellenhausen) یک شهر در آلمان است که در وستروالدکرایس واقع شده‌است.